# پیری (مینه‌سوتا)
پیری (به انگلیسی: Peary) یک منطقهٔ مسکونی در ایالات متحده آمریکا است که در Clinton Township واقع شده‌است. پیری ۲۰ نفر جمعیت دارد و ۴۰۳٫۸۶ متر بالاتر از سطح دریا واقع شده‌است.